# Internet Explorer 10
Интернет експлорер 10 (енгл. Internet Explorer 10, скраћено IE10) је најновија верзија Мајкрософтовог прегледача Интернет експлорер. Представљен је 2012. године и подразумевани је прегледач у Виндоусу 8. ИЕ10 проширује подршку за хардверско убрзање, CSS3 и HTML5 у односу на претходну верзију.

## Историја
Интернет експлорер 10 је први пут представљен на Мајкрософтовој MIX 11 конференцији одржаној у Лас Вегасу. Мајкрософт га је представио у демо верзији заједно са демо верзијом Виндоус 8. Истог дана на Мајкрософтовом веб-сајту је избачена верзија Platform Preview за преузимање.